# 小王果庄镇
小王果庄镇，原为小王果庄乡，是中华人民共和国河北省保定市高阳县下辖的一个乡镇级行政单位。2018年12月撤乡设镇。区划代码改为130628105。

## 行政区划
小王果庄镇下辖以下地区：
小王果庄村、李果庄村、东何家庄村、魏家庄村、阎家坊子村、西留果庄村、傅家营村、博士庄村、于堤村、王福村、长果庄村、东留果庄村和新立庄村。